# Comps (Gironda)
Comps es una comuna francesa, situada en el francés de la Gironda y la región de Aquitania.

## Geografía
Comuna situada en el viñedo de Côtes-de-Bourg.

## Demografía
| 342 | 351 | 339 | 352 | 399 | 389 |
| Para los censos de 1962 a 1999 la población legal corresponde a la población sin duplicidades (Fuente: INSEE [Consultar]) |     |     |     |     |     |